# Irene Montero
Pour les articles homonymes, voir Montero (homonymie).
Irene María Montero Gil, née le 13 février 1988 à Madrid, est une femme politique espagnole, membre de Podemos.
Elle est élue députée de la circonscription de Madrid lors des élections générales de décembre 2015, avant d'être nommée ministre de l'Égalité dans le gouvernement Sánchez II début 2020.

## Biographie

### Famille
Irene Maria Montero Gil naît le 13 février 1988 à Madrid. Ses parents sont déménageur et éducatrice. Elle grandit dans le quartier de Moratalaz à Madrid.
Elle est en couple avec Pablo Iglesias depuis 2015, avec qui elle a eu des jumeaux en juillet 2018 et une fille en août 2019.
En mai 2018, l'achat d'une villa cossue à Galapagar (une ville en banlieue de Madrid) avec son compagnon Pablo Iglesias, provoque une polémique politico-médiatique,,,, qui amène le couple à organiser un vote de confiance au sein de Podemos. Les militants votent à 68 % en faveur de leur maintien à la direction du parti.

### Formation et vie professionnelle
Parallèlement à ses activités politiques débutées en 2004, elle poursuit des études universitaires et obtient une licence en psychologie, puis en 2013 un master en psychologie de l'éducation, avant de devenir doctorante à l'université autonome de Madrid avec une bourse pour la formation des enseignants.

## Parcours politique

### Débuts
Irene Montero s'inscrit à l'âge de seize ans aux Jeunesses communistes et participe à divers mouvements sociaux. Elle s'engage en politique à partir de 2004.
Elle rejoint Podemos en 2014 et est appelée à diriger le cabinet de Pablo Iglesias. Elle reporte alors son projet de thèse de doctorat portant sur de nouvelles méthodes éducatives pour se consacrer entièrement à Podemos.

### Députée au Congrès
Le 20 décembre 2015, elle est élue députée pour Madrid au Congrès des députés. Elle est pressentie comme vice-présidente et ministre en cas de formation d'un gouvernement par son parti en 2015. Elle devient porte-parole du Groupe confédéral Unidos Podemos en 2017. Elle est la plus plébiscitée des membres du Conseil des citoyens. Elle fait partie du Conseil de coordination de Podemos, est secrétaire de l'Action au Congrès et directrice de cabinet du secrétaire général Pablo Iglesias jusqu’à la démission de celui-ci en mai 2021. Cette ascension, critiquée comme relevant du « népotisme », provoque des remous au sein du parti, car se faisant au détriment de l'ex n°2 et rival de Pablo Iglesias, Íñigo Errejón.
En tant que députée, elle est devenue en juin 2017, la première femme de l'histoire de l'Espagne à intervenir au Parlement sur une motion de censure.

### Ministre de l'Égalité
Le 13 janvier 2020, elle fait son entrée au gouvernement Sánchez II, au poste de ministre de l'Égalité, tout comme son compagnon Pablo Iglesias, au poste de vice-président du gouvernement et ministre des Droits sociaux et de l'Agenda 2030.
Les lois adopté durant son passage au gouvernement aurait contribué à faire de l'Espagne un pays à l’avant-garde des droits des femmes. Le ministère de l’Égalité a proposé plusieurs lois pionnières en Europe, bien que controversées, comme celle instaurant un congé menstruel pour les femmes souffrant de règles douloureuses, ou bien la reforme sur l’avortement.
La nouvelle loi sur l'avortement permet d’avorter librement jusqu’à la quatorzième semaine de grossesse et est censée faciliter l’accès à l’avortement dans les hôpitaux publics, puisque seulement 15% des interventions sont pratiquées dans des établissements publics. Enfin, cette réforme met fin à l’autorisation pour avorter des parents des jeunes de 16 et 17 ans.

#### Loi «Seul un oui est un oui»
Fin 2020, elle porte un projet de loi sur la liberté sexuelle qui prévoit notamment d'abandonner la distinction entre abus et agression sexuelle pour ne retenir que la seconde qualification, de renforcer les charges contre le proxénétisme et d'améliorer l'écoute, l'assistance et la protection des femmes victimes de violence de genre. Cette loi, dite « de garantie intégrale de la liberté sexuelle » et surnommée la loi du « seul un oui est un oui » (Ley del solo sí es sí (es)), adoptée le 26 mai 2022, instaure également l'obligation d'un consentement libre et explicite pour toute relation sexuelle.
Entrée en vigueur en octobre 2022, cette loi entraîne cependant la réduction de peines déjà prononcées pour des agresseurs sexuels déjà jugés et emprisonnés : 489 réductions de peine ont été accordées et 42 agresseurs sexuels (soit 1 % des incarcérés) ont été remis en liberté de manière anticipée. Cet effet indésirable, qui n'a pas été prévu lors de la rédaction de la loi, résulte de la suppression du délit d’abus sexuel par sa fusion dans celui d’agression sexuelle (qui peut aller jusqu’au viol), entraînant de fait un éventail de peines associées à ce délit plus large que précédemment. Des agresseurs en ont profité pour demander à faire réduire leur peine en faisant jouer des circonstances atténuantes, la fourchette de peine allant désormais plus bas.

#### Loi «Trans»
Elle porte le projet de loi pour l'égalité réelle et effective des personnes transgenres et pour la garantie des droits des personnes LGBT (es), appelée « loi trans », adoptée en février 2023.

#### Introduction du numéro 028
Irene Montero pilote et assure la mise en place, en 2023, du « 028 », un numéro d'urgence unique accessible tous les jours pour venir en aide aux victimes de haine anti-LGBT et prévenir les délits à l'encontre des personnes LGBT.

### Députée européenne (depuis 2024)
La direction nationale de Podemos annonce le 16 décembre 2023 qu'Irene Montero sera tête de liste aux élections européennes de 2024. Sa liste remporte 3,3 % des voix et obtient ainsi deux sièges, ce qui assure son élection.
Elle est présentée par son groupe, La Gauche, pour la présidence du Parlement européen lors de la séance d'installation de la 10e législature, le 16 juillet suivant, et se trouve être la seule concurrente à la sortante Roberta Metsola, soutenue par plusieurs des groupes les plus importants. Lors du scrutin, elle est défaite avec 61 voix, contre 562 pour la présidente réélue.

## Synthèse des résultats électoraux

### Présidence du Parlement européen
| Année | Groupe | Groupe  | Voix | %    | Rang | Issue  | Adversaire      |
| ----- | ------ | ------- | ---- | ---- | ---- | ------ | --------------- |
| 2024  |        | GUE/NGL | 61   | 9,79 | 2e   | Battue | Roberta Metsola |

### Élections européennes
Les résultats ci-dessous concernent uniquement les élections où elle est tête de liste.
| Année | Parti | Parti   | Circonscription | Voix    | %    | Rang | Sièges | Groupe  |
| ----- | ----- | ------- | --------------- | ------- | ---- | ---- | ------ | ------- |
| 2024  |       | Podemos | Espagne         | 578 007 | 3,30 | 7e   | 2 / 61 | GUE/NGL |